# Titularbistum Natchitoches
Natchitoches ist ein römisch-katholisches Titularbistum und nennt sich in lateinischer Sprache Natchitochensis.
Das Bistum, in den USA gelegen, wurde am 29. Juli 1853 aus Gebieten des Bistums New Orleans begründet. Es gehörte der Kirchenprovinz New Orleans an und war 11.205 Square Miles groß. Am 6. August 1910 wurde es durch das Bistum Alexandria ersetzt. Seit 1995 in der Liste der Titularbistümer aufgenommen, wurde es als solches 1999 erstmals besetzt.
| Titularbischöfe von Natchitoches |                        | |                  |                  |
| Nr.                              | Name                   | Amt | von              | bis              |
| 1                                | Anthony Mancini        | Weihbischof in Montréal (Kanada) | 18. Februar 1999 | 18. Oktober 2007 |
| 2                                | Joseph Salvador Marino | Apostolischer Nuntius in Bangladesch, Malaysia und Timor-Leste, Apostolischer Delegat in Brunei sowie Präsidenten der Päpstlichen Diplomatenakademie | 12. Januar 2008  |                  |